# Kolbe–Šmitova reakcija
Kolbe–Šmitova reakcija (Kolbeov proces) je hemijska reakcija karboksilacije. Ime je dobila po Adolfu Vilijamu Hermanu Kolbeu i Rudolfu Šmitu. Reakcija se odvija putem zagrevanja natrijum fenolata (natrijumove soli fenola) sa ugljen-dioksidom pod pritiskom od 100  na 125 °, i naknadno se proizvod tretira sumpornom kiselinom. Krajnji proizvod je aromatična hidroksi kiselina, koja je takođe poznata kao salicilna kiselina. Ona je prekurzor aspirina.
Upotrebom kalijumove soli formira se 4-hidroksibenzojeva kiselina koja je prekurzor niza molekula parabenske klase biocida. Oni se na primer koriste u proizvodima za ličnu zaštitu.

## Mehanizam reakcije
Kolbe–Šmitova reakcija se odvija mehanizmom nukleofilne adicije fenolata na ugljen-dioksid, čime se formira salicilat. Krajnji korak je reakcija salicilata sa kiselinom pri nastaje formira salicilna kiselina.